# Disztroglikán
A disztroglikán egy fehérje, melyet az emberben a DAG1 gén kódol.
A disztroglikán disztrofinasszociált glikoprotein, melyet az emberben 5,5 kb-os átirat kódol a 3. kromoszómán. Két exonja van, köztük nagy intronnal. Ezek egymással nem kovalensen összeálló α (N-terminális) és β (C-terminális) alegységekre bomló fehérjét adnak.

## Funkciója
A vázizmokban a disztroglikánkomplex transzmembrán kapcsolatot ad a sejtváz és a sejtközi állomány közt. Az α-disztroglikán sejten kívüli, és merozinhoz (α-2 laminin) kapcsolódik az alapmembránban, míg a β-disztroglikán egy hosszú sejtvázfehérjéhez, a disztrofinhoz kapcsolódó transzmembrán fehérje, ami Duchenne-izomdisztrófia esetén hiányzik. A disztrofin a sejten belüli aktinhoz csatlakozik. Így a sejtközi állományt a sejten belüli aktinhoz kapcsoló disztroglikánkomplex adja feltehetően az izomszövet szerkezeti integritását. Ezenkívül a disztroglikánkomplex agrinreceptor az izmokban, ahol az agrinindukált acetilkolinreceptor-csoportot szabályozza az ideg–izom kapcsolatnál. Ezenkívül a disztroglikán a jeltranszdukciós útvonal része, mivel a Grb2, a Rashoz kapcsolódó jelútvonal közvetítője hathat a disztroglikán citoplazmatikus doménjére.

## Kifejezése
A disztroglikán széles körben előfordul izmokon kívül és belül egyaránt. A vesék epiteliális morfogenezise során a disztroglikánkomplex az alapmembrán receptoraként működik. Az egéragyban és -retinában is kifejeződik disztroglikán. Azonban a disztroglikán izmon kívüli funkciója ismeretlen.
A disztroglikán nem megfelelő expresszióját és/vagy O-mannozilációját is elemezték 2022 decemberében.

## Kölcsönhatások
A disztroglikán kölcsönhatásba lép az FYN, a C-src tirozinkináz, Src, az NCK1, a Grb2, a kaveolin 3 és az SHC1 fehérjékkel.

## Klinikai fontossága
A disztroglikán nem megfelelő glikozilációja különböző súlyosságú izomdisztrófiákat okozhat, bizonyos esetekben a szemek és az agy módosulásával együtt. Jelenleg (2023) 6 különböző gén mutációjáról bizonyos, hogy nem megfelelő glikozilációt okoz: ezek a gének a POMT1, POMT2, POMGNT1, FKTN, FKRP és LARGE. E betegségek a disztroglikanopátiák. Az FKTN gén mutációi okozzák a Fukujama-izomdisztrófiát, mivel itt az α-disztroglikán nem megfelelően glikozilálódik, de az ideg–izom–agy betegség vagy a Walker–Warburg-szindróma oka is lehet.

## Fordítás
- Ez a szócikk részben vagy egészben  a   Dystroglycan című angol Wikipédia-szócikk ezen változatának fordításán alapul.  Az eredeti cikk szerkesztőit annak laptörténete sorolja fel. Ez a jelzés csupán a megfogalmazás eredetét és a szerzői jogokat jelzi, nem szolgál a cikkben szereplő információk forrásmegjelöléseként.
- Ez a szócikk részben vagy egészben  a   Dystroglycan című német Wikipédia-szócikk ezen változatának fordításán alapul.  Az eredeti cikk szerkesztőit annak laptörténete sorolja fel. Ez a jelzés csupán a megfogalmazás eredetét és a szerzői jogokat jelzi, nem szolgál a cikkben szereplő információk forrásmegjelöléseként.